# Peter Vack
Peter Vack nome de nascimento Peter S. Brown  ( New York, 19 de setembro de 1986), é um ator americano.

## Filmografia
Até o ano de 2023 já havia registrado participações em mais de 35 filmes e séries lançados.
| Ano  | Título                                                     | Papel                    | Nota do usuário |
| ---- | ---------------------------------------------------------- | ------------------------ | --------------- |
| 2023 | Aquela Sensação de que o Tempo de Fazer Algo Passou        | Thomas                   | -               |
| 2020 | Distanciamento Social - Temporada 1 Episódio 4             | Adam                     | 2,9             |
| 2020 | Love Life - Temporada 1                                    | Jim                      | 3,2             |
| 2019 | A Maratona de Brittany                                     | Ryan                     | 3,7             |
| 2019 | Alguém Especial                                            | Matt                     | 3,3             |
| 2018 | The Great Pretender                                        | Adrian                   | -               |
| 2018 | Homeland - Temporada 7 Episódios 6 - 7 - 8 - 9 - 11 - 12   | Clint Prower             | 4,5             |
| 2017 | M.F.A.                                                     | Luke                     | 3,2             |
| 2017 | Strangers                                                  | Jamie                    | -               |
| 2017 | O Preço                                                    | Alex Mueller             | 2,9             |
| 2016 | Slash                                                      | Mike Holloway            | 3,0             |
| 2015 | Um Senhor Estagiário                                       | ATF Creative Team Member | 4,4             |
| 2015 | Lista Negra - Temporada 3 Episódios 4 - 5 - 6              | Asher Sutton             | 4,6             |
| 2015 | 6 Anos                                                     | -                        | 2,8             |
| 2015 | Mozart in the Jungle - Temporada 2 Episódios 1 - 2 - 3 - 7 | Alex                     | 3,9             |
| 2015 | Lace Crater                                                | Michael                  | -               |
| 2014 | Mozart in the Jungle - Temporada 1                         | Joshua                   | 3,9             |
| 2014 | Jogo Sujo                                                  | Madsen                   | 2,9             |
| 2014 | Fort Tilden - Duas Amigas no Verão de Nova York            | Benji                    | 2,5             |
| 2012 | Kiss of the Damned                                         | Adam                     | 3,1             |
| 2011 | O Tempo Não Espera por Ninguém                             | Jooey Larch              | 3,3             |
| 2009 | Ghost Whisperer - Temporada 5 Episódio 4                   | Paul Jett                | 4,4             |
| 2009 | Cold Case - Temporada 7 Episódio 21                        |                          |                 |

- 2011 – A November (Curta-metragem)
- 2011 – Só Quero Minhas Calças
- 2009 – Consent
- 2006 – Love/Death/Cobain
- 2006 – Bully (voz)
- 2006 – The Treatment
- 2005 – A Perfect Fit
- 2005 – "Law & Order: Special Victims Unit"
- 2005 – Hooked
- 2004 – Third Watch
- 2004 – Family Ties
- 2004 – Hope & Faith
- 2004 – Madam President
- 1997 – A Bedtime Story
- 1996 – Dear Diary

## Prêmios
| Ano  | Prêmio                    | Categoria           | Trabalho | Resultado |
| ---- | ------------------------- | ------------------- | -------- | --------- |
| 2010 | New York VisionFest Award | Desempenho Inovador | Consent  | Venceu    |
| 2014 | SXSW Grand Jury Award     | Narrativa Curta     | Send     | Indicado  |